# Ochropepla triangulum
Ochropepla triangulum är en insektsart som beskrevs av Ernst Friedrich Germar. Ochropepla triangulum ingår i släktet Ochropepla och familjen hornstritar. Inga underarter finns listade i Catalogue of Life.